# Mycena parca
Mycena parca är en svampart som tillhör divisionen basidiesvampar, och som beskrevs av Aronsen. Mycena parca ingår i släktet Mycena, och familjen Favolaschiaceae. Arten har ej påträffats i Sverige.